# 秘密 (東野圭吾)
『秘密』（ひみつ）は、東野圭吾の小説である。文藝春秋より1998年9月に刊行された。

## 概要
1999年、滝田洋二郎監督、広末涼子・小林薫主演によって映画化されている。
また、リュック・ベッソン制作、ヴァンサン・ペレーズ監督、デイヴィッド・ドゥカヴニー主演によるリメイク作『秘密 THE SECRET』（原題：Si j'étais toi、The Secret）が2007年にアメリカ・フランスにて公開された。日本は未公開。
2010年10月期には、志田未来主演によってテレビドラマ化もされた。
2017年に中国で、ウェブドラマ版が制作され放送された。
長らく大きなヒットに恵まれていなかった東野圭吾がブレイクすることとなった出世作である。第120回直木賞、第20回吉川英治文学新人賞、第52回日本推理作家協会賞（長編部門）にそれぞれノミネートされ最終的には推協賞を受賞し、「無冠の帝王」などと呼ばれることもあった東野にとって、乱歩賞以来、つまりはデビュー以来のタイトル獲得となった。
キャッチコピーは『運命は、愛する人を二度奪っていく』。

## あらすじ
杉田平介は自動車部品メーカーで働く39歳。妻・直子と11歳の娘・藻奈美との3人で暮らしていた。
1985年冬、直子の実家へ向かうため、直子と藻奈美の2人が乗ったスキーバスが崖から転落する。直子と藻奈美は病院に運ばれたが、直子は死亡。藻奈美は一時は回復不能と言われたものの、奇跡的に助かる。しかしそれは、仮死状態になった娘・藻奈美の身体に、死んだ妻・直子の魂が宿ったためだった。藻奈美の身体に宿った直子に、平介は戸惑いながらも周囲に決して悟られないよう生活する。
やがて月日が経ち、娘の身体に宿った妻との生活に、次第に心のずれが生じる。直子は医学部を目指して進学校とされる高校を受験し、見事合格する。しかし、奇妙な2人の生活が限界を迎えたある日、長らく消えていた藻奈美の意識が再び現れる。
平介は藻奈美にそれまでの経緯を説明するが、その途中で藻奈美の意識は直子に戻ってしまう。直子は、また藻奈美が戻ってきたときのため、手紙を書くことを提案する。それから直子と藻奈美は、交互に意識を入れ替えながら生活するようになり、次第に2人は明るさを取り戻す。しかし、藻奈美でいる時間が長くなるにつれて、直子でいる時間は徐々に短くなっていく。
そして藻奈美は、直子が平介と初めてデートをした山下公園に行きたいと言い、そこで直子の意識に入れ替わり、平介に別れを告げる。
25歳になった藻奈美は、事故を起こした運転手・梶川幸広の息子である根岸文也との結婚式を迎える。一方、平介は幸広の形見の懐中時計を修理してもらうため、時計店へ向かう。そこで店主から、直子が隠した結婚指輪を藻奈美が持ってきて、その指輪を材料に新しい結婚指輪を作るよう頼まれたと聞く。その話を聞いた平介は、直子がまだ藻奈美の中で生きていることを悟り、その永遠の秘密を守ろうとする直子の意思を認める。そして、新郎となる文也と2人きりになった平介は、娘と「もう1人」を奪われた分として文也を殴ろうとするが、涙があふれ、その場で泣き出してしまうのだった。

## 登場人物
杉田平介
自動車部品メーカーの生産工場に勤務するエンジニア。物語の設定当時、バブル景気に向かう社会情勢の中、多忙な日々を送っていた。直子との奇妙な生活に徐々に慣れていく一方、肉体が藻奈美であることから、これまで直子として許容できたことが困難になる。また、彼女の新たな恋に苦悩する。
杉田直子
平介の妻。転落事故により死亡するが、魂が娘の藻奈美に移り、藻奈美として転生する。作中では直子の魂が宿った藻奈美を「直子」と表現する。藻奈美として生きる機会を得たこと、そして自身の新たな人生の始まりを機に勉学に励み、医学部へ進学する。新たな青春の日々を送るが、そのことが夫である平介の嫉妬を招き、夫婦関係はぎくしゃくする。
杉田藻奈美
平介と直子の娘。直子が身を挺して守ったことで、外傷はほとんどなく肉体は奇跡的に救われる。しかし、植物状態となった身体に直子の魂が宿る。
橋本多恵子
藻奈美の小学校時代の担任教師。藻奈美の魂が直子に入れ替わった事実を知る由もない。
藤崎和郎
スキーバス事故の被害者の会メンバーとして平介と知り合う。二人の娘を事故で亡くしている。
梶川幸広
スキーバス事故を起こし死亡したバスの運転手。仕事熱心な性格であった。超過勤務が常態化していたことが、事故の一因となる。
根岸文也
幸広の息子。事故当時大学生。幸広に対し、自身を捨てたとして強い憎しみを抱いている。
相馬春樹
藻奈美（彼女に宿った直子）の高校時代の先輩。テニス部に所属し、彼女に積極的にアプローチを試みる。彼の行動が、平介を神経質にし、直子との間に不和が生じるきっかけとなる。

## この作品ができるまで
東野は、この作品を短編『さよなら「お父さん」』として書いたが、出来が気に入らずに長編として書き直した。没になった短編は短編を見た担当編集者の、「これはこれで別物として面白い」という意見と、ダニエル・キイスが『アルジャーノンに花束を』の短編版を短編集に収録していることに力を得たため、短編集『あの頃の誰か』に収録したという経緯がある。
また、もともとは「笑える小説」として書いたつもりが、結果として「泣ける話になった」「笑いのスイッチを連打していると、関係ないスイッチがオンになってしまった」と『毒笑小説』文庫版巻末における京極夏彦との対談で語っている。

## 書籍情報
- 単行本：1998年9月10日[1]、文藝春秋、ISBN 978-4-16-317920-9
- 文庫本：2001年5月10日[8]、文春文庫、ISBN 978-4-16-711006-2

## 映画

### 1999年版
1999年9月25日、東宝系にて公開。原作とやや設定が異なり、藻奈美が高校生の時から物語が始まる。
原作者の東野も大学教員役で1シーン出演している。
製作費3億円、宣伝費1.5億円、配給収入は6億円。

#### キャスト
杉田藻奈美・直子
演 - 広末涼子
入れ替わり後

杉田平介
演 - 小林薫
直子の夫

杉田直子
演 - 岸本加世子
入れ替わり前まで

梶川幸広
演 - 大杉漣
バスの運転手

梶川文也
演 - 金子賢
幸広の子

相馬春樹
演 - 伊藤英明
藻奈美の大学の先輩

吉本和子
演 - 柴田理恵

木島
演 - 徳井優

亀田
演 - 広岡由里子

弁護士
演 - 斉藤暁

医師
演 - 並樹史朗

寿司屋の主人
演 - 螢雪次朗

富雄
演 - 冷泉公裕

三郎
直子の父
演 - 山谷初男

容子
直子の姉
演 - 橘雪子

TV局報道記者
演 - 柴田秀一

友紀
演 - 浅見れいな

大学教員
演 - 東野圭吾

藤崎
演 - 國村隼
バス事故での被害者の父

木村邦子
演 - 篠原ともえ
藻奈美の高校時代の級友

小田島
演 - 内山信二
藻奈美の高校時代の級友

橋本多恵子
演 - 石田ゆり子
藻奈美が通う高校の担任教諭

#### スタッフ
- エグゼクティブ・プロデューサー：間瀬泰宏
- プロデューサー：田上節郎、進藤淳一
- 監督：滝田洋二郎
- 脚本：斉藤ひろし
- 音楽：宇崎竜童
- 撮影：栢野直樹
- 美術：金田克美
- 照明：長田達也
- 編集：冨田功
- 製作：児玉守弘
- 企画：原田敏明
- 製作：TBS

#### 主題歌
- 竹内まりや「天使のため息」（MOON RECORDS/ワーナーミュージック・ジャパン）
作詞・作曲：竹内まりや、編曲：山下達郎

#### 受賞

##### 個人賞
- 第23回日本アカデミー賞[12]
  - 優秀主演女優賞（広末涼子）
  - 優秀主演男優賞（小林薫）
  - 優秀助演女優賞（岸本加世子）
- 第33回 シッチェス・カタロニア国際映画祭
  - 最優秀女優賞（広末涼子）
  - 最優秀脚本賞（斉藤ひろし）
- 第4回 ニフティ映画大賞[13]
  - 監督賞（滝田洋二郎）
  - 主演女優賞（広末涼子）
  - 主演男優賞（小林薫）

##### 作品賞
- 第7回 スイス・ジュネーブ国際テレビ映画祭　グランプリ
- 第2回 イタリア・ウーディネ極東映画祭　最優秀作品賞

## テレビドラマ
2010年10月15日より、テレビ朝日系列『金曜ナイトドラマ』枠で放送された。同枠で東野の作品がドラマ化されるのは『名探偵の掟』以来2作目である。主演の志田未来は、『ハンマーセッション!』（TBS系）に続き、2期連続の連続ドラマ主演で、テレビ朝日のドラマ初主演作品となる。キャッチコピーは「秘密が、愛を、濃密にする。」。
舞台は原作・映画とも異なり、2007年夏・藻奈美が16歳の時から始まる。

### キャスト
- 杉田藻奈美/直子 - 志田未来
- 杉田平介 - 佐々木蔵之介
- 橋本多恵子 - 本仮屋ユイカ
- 小坂洋太郎 - 橋本さとし
- 吉本和子 - 池津祥子
- 藤崎和郎 - 升毅
- 川辺由梨絵 - 林丹丹
- 相馬春樹 - 竜星涼
- 梶川征子 - 堀内敬子
- 梶川幸広 - 吹越満
- 梶川逸美 - 日向ななみ
- 土谷正彦 - 小松和重
- 根岸文也 - 田中圭
- 沢田美香子 - 朝加真由美
- 杉田直子（入れ替わり前まで） - 石田ひかり
- バス事故・被害者家族 - 大森暁美、渡辺憲吉
- 三郎（直子の父） - 河原さぶ
- 直子の姉 - 村岡希美
- 平介の同窓生 - 中田有紀、矢柴俊博、芋洗坂登郎、鈴木美恵
- 産婦人科医師 - 一色采子
- 向井（弁護士） ‐ 長谷川公彦
- 平介の上司 - 大河内浩
- 風俗嬢（ソープ） - みひろ
- 時計屋店主 - ミッキー・カーチス

### スタッフ
- 脚本：吉田紀子
- 演出：唐木希浩（5年D組）、高橋伸之（テレビ朝日）、日暮謙（5年D組）
- 演出補 : 伊藤彰記
- 音楽：溝口肇
- ゼネラルプロデューサー： 横地郁英（テレビ朝日）
- プロデューサー：中川慎子（テレビ朝日）、太田雅晴（5年D組）
- 企画協力：文藝春秋
- 制作協力：5年D組
- 制作：テレビ朝日

### 主題歌
- 初音 「つよがりソレイユ」（作詞・作曲：常田真太郎、編曲：十川知司）

### サブタイトル
| 各話                                                       | 放送日         | サブタイトル                                         | 演出     | 視聴率 |
| ---------------------------------------------------------- | -------------- | ---------------------------------------------------- | -------- | ------ |
| 第1話                                                      | 2010年10月15日 | 東野圭吾!! 伝説のベストセラー 心は38歳、体は16歳の妻 | 唐木希浩 | 10.1%  |
| 第2話                                                      | 2010年10月22日 | 東野圭吾原作〜今夜16才の妻を抱く!!                   | 唐木希浩 | 8.8%   |
| 第3話                                                      | 2010年10月29日 | 東野圭吾原作〜16才の妻、同窓会へ!!                   | 高橋伸之 | 8.8%   |
| 第4話                                                      | 2010年11月05日 | 東野圭吾原作〜私の記憶が消える日!!                   | 高橋伸之 | 8.8%   |
| 第5話                                                      | 2010年11月12日 | 東野圭吾原作〜妊娠!!                                 | 唐木希浩 | 9.7%   |
| 第6話                                                      | 2010年11月19日 | 東野圭吾原作〜許されない恋の始まり                   | 日暮謙   | 7.9%   |
| 第7話                                                      | 2010年11月26日 | 東野圭吾原作〜妻の恋人                               | 唐木希浩 | 7.7%   |
| 第8話                                                      | 2010年12月03日 | 最終章〜妻との永遠の別れ…                            | 高橋伸之 | 9.5%   |
| 最終話                                                     | 2010年12月10日 | 運命は妻を二度奪う…そして驚愕最終回!!                | 唐木希浩 | 11.2%  |
| 平均視聴率 9.1% （視聴率は関東地区・ビデオリサーチ社調べ） |                |                                                      |          |        |